# Sključani
Sključani är en ort i Bosnien och Hercegovina.   Den ligger i entiteten Republika Srpska, i den nordvästra delen av landet, 190 km nordväst om huvudstaden Sarajevo. Sključani ligger 172 meter över havet och antalet invånare är 222.
Terrängen runt Sključani är platt norrut, men söderut är den kuperad. Terrängen runt Sključani sluttar norrut. Närmaste större samhälle är Prijedor, 19,9 km söder om Sključani. 
I omgivningarna runt Sključani växer i huvudsak lövfällande lövskog. Runt Sključani är det ganska tätbefolkat, med 67 invånare per kvadratkilometer.